# Томашова Тетяна Іванівна
Тетяна Іванівна Томашова (рос. Татьяна Ивановна Томашова; нар. 1 липня 1975) — російська легкоатлетка, яка спеціалізувалася на бігу на бігу на середні дистанції.

## Спортивні досягнення
Срібна олімпійська призерка з бігу на 1500 метрів (2004). Фіналістка (13-е місце) олімпійських змагань з бігу на 5000 метрів (2000).
Дворазова чемпіонка світу з бігу на 1500 метрів (2003, 2005). Фіналістка (10-е місце) чемпіонату світу з бігу на 1500 метрів (2015).
Була 2-ю у бігу на 1500 метрів на двох Кубках світу (2002, 2006).
Чемпіонка Європи з бігу на 1500 метрів (2006). Бронзова призерка чемпіонату Європи на цій дистанції (2002).
Фінішувала 6-ю в жіночому забігу дорослої вікової категорії на чемпіонаті Європи з кросу (1999).
Переможниця Кубку Європи з бігу на 5000 метрів (2000). Фінішувала 3-ю у бігу на 1500 метрів на Кубку Європи (2002).
Чемпіонка Росії з бігу на 1500 метрів (2001, 2002, 2003, 2015) та 5000 метрів (2000).

## Визнання
- Заслужений майстер спорту Росії (2001)
- Медаль ордена «За заслуги перед Вітчизною» II ступеня (2006)

## Допінг
Вперше Томашова опинилася в центрі допінгового скандалу у 2008 році, коли за підміну допінг-проб була дискваліфікована Всеросійською федерацією легкої атлетики на строк 2 роки, який був збільшений Спортивним арбітражним судом до 2 років 9 місяців. Спортсменка отримала право поновити участь у змаганнях з 30 квітня 2011.
Вдруге Томашова була визнаною винуватою у порішенні антидопінгових правил вже після завершення спортивної кар'єри через повторний аналіз її допінг-проб, взятих на Олімпійських іграх 2012 року, який виявив наявність в них заборонених речовин. У вересні 2024 Спортивний арбітражний суд дискваліфікував її на 10 років з анулюванням всіх результатів, показаних з 21 червня 2012 до 3 січня 2015. З-поміж іншого, це потягло позбавлення її срібної олімпійської нагороди з бігу на 1500 метрів, яку спортсменка здобула за підсумками Ігор 2012 року.